# Carlo Corazzin
Giancarlo Michele Corazzin dit Carlo Corazzin, né le 25 décembre 1971 à New Westminster (Canada), est un ancien joueur international canadien de soccer ayant évolué au poste d'attaquant.

## Biographie
En tant qu'attaquant, Carlo Corazzin fut international canadien à 59 reprises (1994-2004) pour 11 buts. Il fit ses débuts le 1er juin 1994, contre le Maroc se soldant par un match (1-1).
Il participa à la Gold Cup 2000. Il inscrivit un doublé contre le Costa Rica, un but contre le Mexique et un but en finale contre la Colombie sur penalty. Il remporta ce tournoi en terminant meilleur buteur de la compétition avec 4 buts. Il fit aussi partie de l'équipe-type du tournoi.
Fort de ce titre continental, il participa à la Coupe des confédérations 2001. Remplaçant dans les deux premiers matchs (Japon et Brésil), il fut titulaire contre le Cameroun. Le Canada fut éliminé au premier tour, sans avoir inscrit le moindre but.
Il fit partie des joueurs pour la Gold Cup 2002, mais il ne joua pas de matchs. Le Canada termina troisième. 
Il participa aussi à la Gold Cup 2003, mais le Canada est éliminé au premier tour et Carlo n'inscrit pas de but. 
Il joua dans différents clubs canadiens (Winnipeg Fury (en) et Vancouver) et anglais (Cambridge United Football Club, Plymouth Argyle Football Club, Northampton Town Football Club et Oldham Athletic Association Football Club). Il remporta le championnat canadien en 1992 avec Winnipeg Fury (en).

## Palmarès
- Ligue canadienne de soccer
  - Champion en 1992
- Coupe des Voyageurs
  - Vice-champion en 2005
- Gold Cup
  - Vainqueur en 2000